# Aeolochroma purpurissa
Aeolochroma purpurissa är en fjärilsart som beskrevs av W. Warren 1906. Aeolochroma purpurissa ingår i släktet Aeolochroma och familjen mätare. Inga underarter finns listade i Catalogue of Life.